# Scyra bidentata
Scyra bidentata (лат.) — вид морских крабов из семейства Epialtidae.

## Внешний вид и строение
Ширина основания рострума меньше его длины. На средней линии карапакса 6 шипов, из них 3 в желудочной области, где имеются еще 2—3 боковых тупых бугорка. На нижней части жаберной области 5—8 неострых бугорков и 2 острых на краях.

## Распространение и места обитания
Встречается в Японском море от залива Петра Великого и острова Хоккайдо до Татарского пролива. Обнаружен от верхней сублиторали (глубина 6—10 метров) до 60 м на песчаном и песчано-илистом дне.